# Sofia Luisa di Württemberg
Sofia Luisa di Württemberg (Stoccarda, 19 febbraio 1642 – Bayreuth, 3 ottobre 1702) era figlia di Eberardo III, duca di Württemberg dal 1628 al 1674, e di Anna Caterina Dorotea di Salm-Kyrburg.
Venne data in sposa a Cristiano Ernesto di Brandeburgo-Bayreuth, margravio di Brandeburgo-Bayreuth dal 1655 al 1712 e vedovo l'anno prima di Erdmute Sofia di Sassonia; le nozze vennero celebrate a Stoccarda l'8 febbraio 1671.
Sofia Luisa diede al marito sei figli:
- Cristina Eberardina (Bayreuth, 29 dicembre 1671-Pretzsch, 5 settembre 1727);
- Eleonora Maddalena (Bayreuth, 24 gennaio 1673-Ettlingen, 13 dicembre 1711)
- Claudia Eleonora Sofia (Bayreuth, 4 luglio 1675-Bayreuth, 11 febbraio 1676)
- Carlotta Emilia (Bayreuth, 4 giugno 1677-Bayreuth, 15 febbraio 1678)
- Giorgio Guglielmo (Bayreuth, 26 novembre 1678-Bayreuth, 18 dicembre 1726)
- Carlo Ludovico (Bayreuth, 21 novembre 1679-Bayreuth, 7 aprile 1680)

Morì il 3 ottobre 1702 e venne sepolta a Bayreuth. Suo marito si risposò l'anno dopo con Elisabetta Sofia di Brandeburgo da cui non ebbe altri figli. Tra i figli sopravvissuti, Giorgio Guglielmo sarebbe divenuto margravio alla morte del padre nel 1712 mentre Cristina Eberardina venne data in sposa nel 1693 a Federico Augusto I di Sassonia, re di Polonia.

## Ascendenza
|                                       |   |                                        | Genitori                        |  |  | Nonni |  |  | Bisnonni                  |  |  | Trisnonni                           |  |
|                                       |   |                                        |                                 |  |  |       |  |  | Federico I di Württemberg |  |  | Giorgio I di Württemberg-Mömpelgard |  |
|                                       |   |                                        |                                 |  |  |       |  |  | Federico I di Württemberg |  |  | Giorgio I di Württemberg-Mömpelgard |  |
|                                       |   | Barbara d'Assia                        |                                 |  |  |       |  |  | Federico I di Württemberg |  |  |                                     |  |
| Giovanni Federico di Württemberg      |   |                                        |                                 |  |  |       |  |  | Federico I di Württemberg |  |  |                                     |  |
|                                       |   | Sibilla di Anhalt                      | Gioacchino Ernesto di Anhalt    |  |  |       |  |  |                           |  |  |                                     |  |
|                                       |   | Sibilla di Anhalt                      | Gioacchino Ernesto di Anhalt    |  |  |       |  |  |                           |  |  |                                     |  |
|                                       |   | Sibilla di Anhalt                      | Agnese di Barby-Mühlingen       |  |  |       |  |  |                           |  |  |                                     |  |
| Eberardo III di Württemberg           |   | Sibilla di Anhalt                      |                                 |  |  |       |  |  |                           |  |  |                                     |  |
|                                       |   | Gioacchino III Federico di Brandeburgo | Giovanni Giorgio di Brandeburgo |  |  |       |  |  |                           |  |  |                                     |  |
|                                       |   | Gioacchino III Federico di Brandeburgo | Giovanni Giorgio di Brandeburgo |  |  |       |  |  |                           |  |  |                                     |  |
|                                       |   | Gioacchino III Federico di Brandeburgo | Sofia di Legnica                |  |  |       |  |  |                           |  |  |                                     |  |
| Barbara Sofia di Brandeburgo          |   | Gioacchino III Federico di Brandeburgo |                                 |  |  |       |  |  |                           |  |  |                                     |  |
|                                       |   | Caterina di Brandeburgo-Küstrin        | Giovanni di Brandeburgo-Küstrin |  |  |       |  |  |                           |  |  |                                     |  |
|                                       |   | Caterina di Brandeburgo-Küstrin        | Giovanni di Brandeburgo-Küstrin |  |  |       |  |  |                           |  |  |                                     |  |
|                                       |   | Caterina di Brandeburgo-Küstrin        | Caterina di Brunswick-Lüneburg  |  |  |       |  |  |                           |  |  |                                     |  |
| Sofia Luisa di Württemberg            |   | Caterina di Brandeburgo-Küstrin        |                                 |  |  |       |  |  |                           |  |  |                                     |  |
|                                       | … | …                                      |                                 |  |  |       |  |  |                           |  |  |                                     |  |
|                                       | … | …                                      |                                 |  |  |       |  |  |                           |  |  |                                     |  |
|                                       | … | …                                      |                                 |  |  |       |  |  |                           |  |  |                                     |  |
| Giovanni Casimiro di Salm-Kyrburg     | … |                                        |                                 |  |  |       |  |  |                           |  |  |                                     |  |
|                                       |   | …                                      | …                               |  |  |       |  |  |                           |  |  |                                     |  |
|                                       |   | …                                      | …                               |  |  |       |  |  |                           |  |  |                                     |  |
|                                       |   | …                                      | …                               |  |  |       |  |  |                           |  |  |                                     |  |
| Anna Caterina Dorotea di Salm-Kyrburg |   | …                                      |                                 |  |  |       |  |  |                           |  |  |                                     |  |
|                                       |   | …                                      | …                               |  |  |       |  |  |                           |  |  |                                     |  |
|                                       |   | …                                      | …                               |  |  |       |  |  |                           |  |  |                                     |  |
|                                       |   | …                                      | …                               |  |  |       |  |  |                           |  |  |                                     |  |
| Dorotea di Solms-Laubach              |   | …                                      |                                 |  |  |       |  |  |                           |  |  |                                     |  |
|                                       |   | …                                      | …                               |  |  |       |  |  |                           |  |  |                                     |  |
|                                       |   | …                                      | …                               |  |  |       |  |  |                           |  |  |                                     |  |
|                                       |   | …                                      | …                               |  |  |       |  |  |                           |  |  |                                     |  |
|                                       |   | …                                      |                                 |  |  |       |  |  |                           |  |  |                                     |  |